# Urdos
 Urdos  (en occitano Urdòs) es una población y comuna francesa del valle de Aspe, en la región de Aquitania, departamento de Pirineos Atlánticos, en el distrito de Oloron-Sainte-Marie y cantón de Accous.

## Ubicación
Se encuentra a los pies del puerto de Somport, cerca de las estaciones de esquí españolas de Candanchú y Astún, y es el último pueblo francés antes de llegar al túnel de Somport en dirección a España (o el primer pueblo francés tras atravesar Canfranc y el túnel para entrar en Francia desde España).

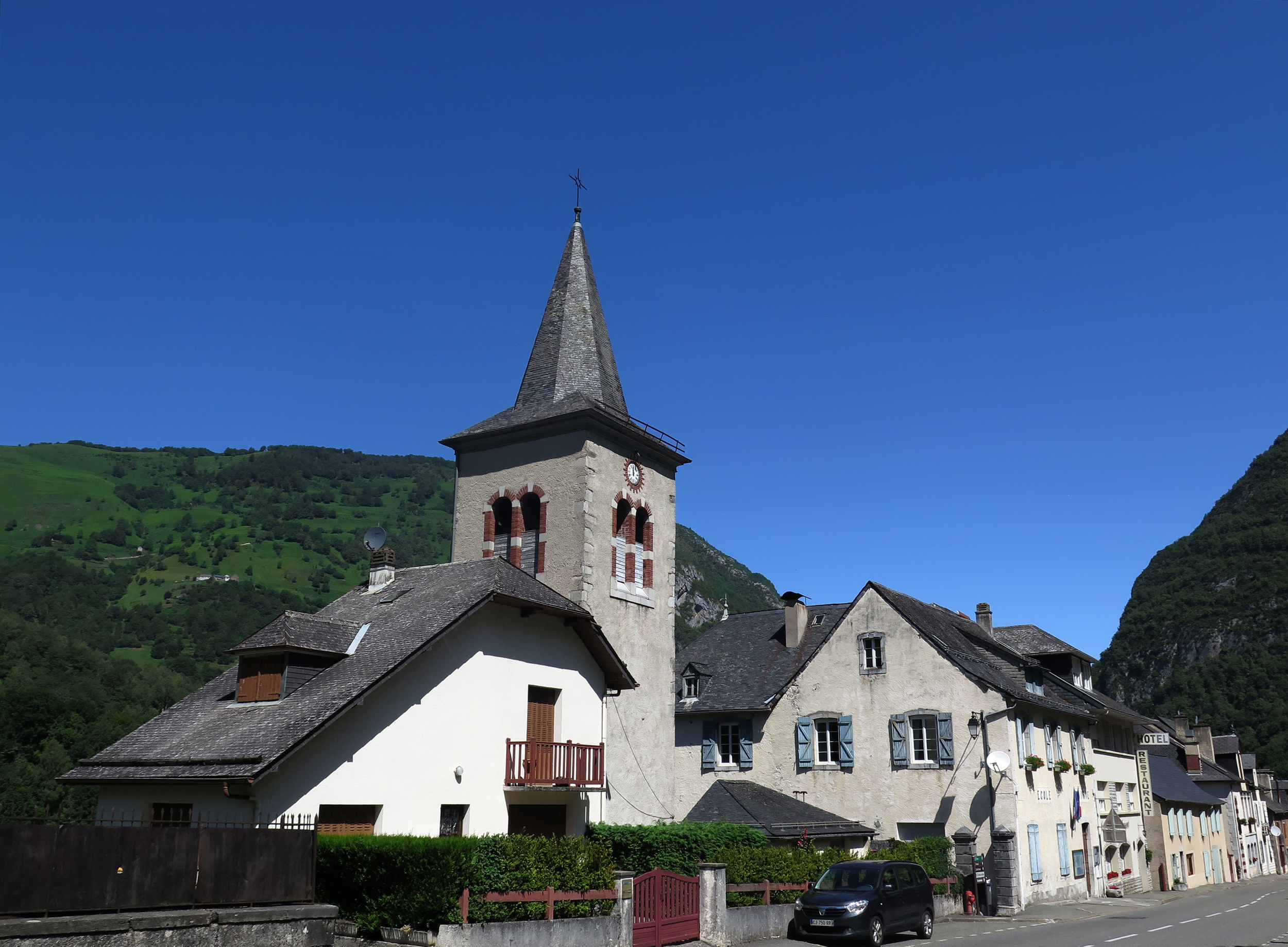
Detalle general de Urdos desde la carretera que atraviesa la población

## Estación ferroviaria
La localidad tiene una estación ferroviaria, en desuso desde 1970 y a unos 4 km del pueblo, correspondiente a la línea Pau-Canfranc, en proyecto de recuperación y sí activa en parte en su vertiente española. El túnel ferroviario de Somport, inaugurado en 1928, se encuentra a menos de un kilómetro de la estación.

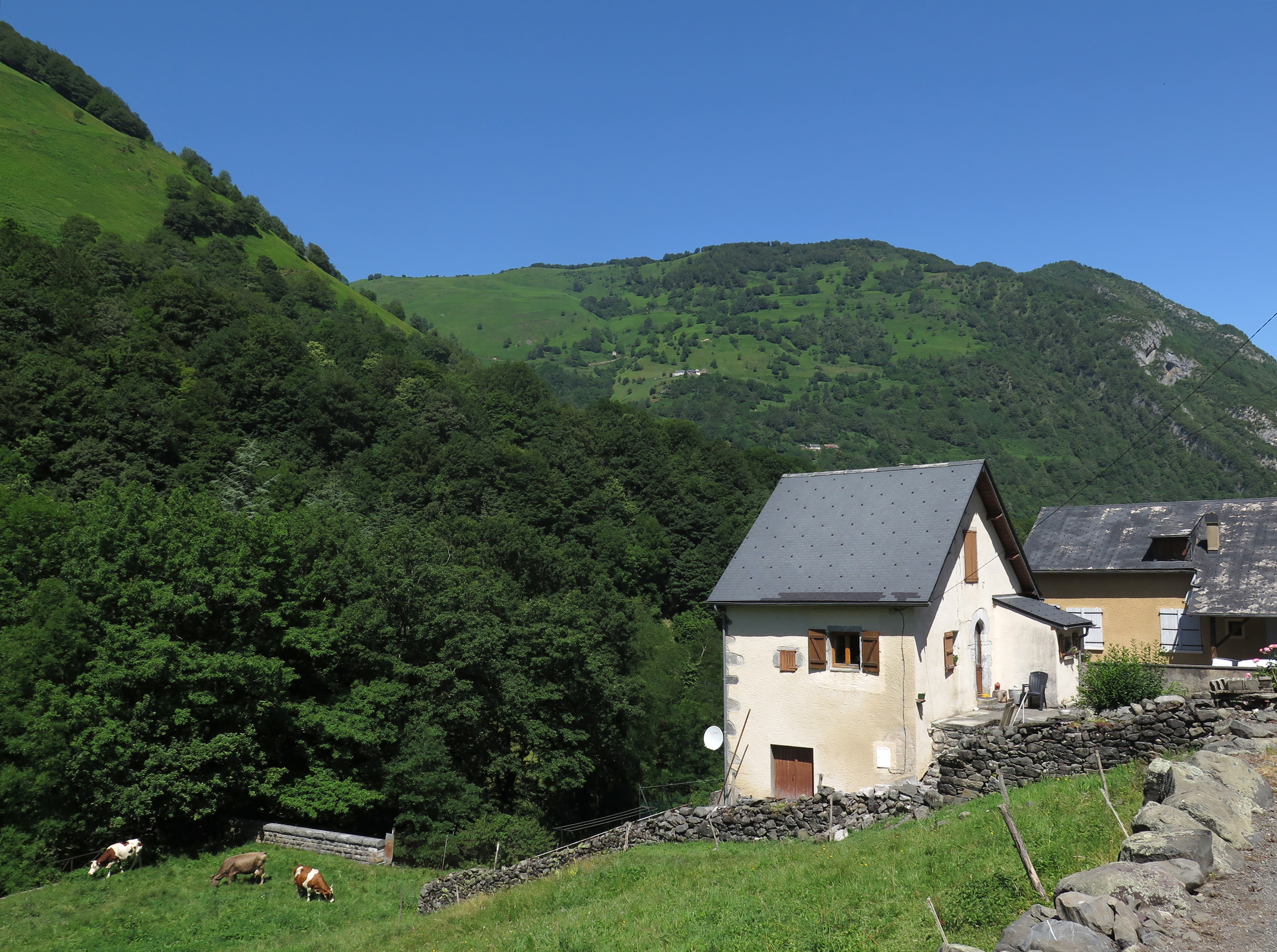
Laderas y casa en la zona oeste de Urdos

## Demografía
| 264 | 275 | 276 | 207 | 406 | 427 | 428 | 720 | 560 | 564 | 567 | 563 | 509 | 510 | 460 | 461 | 440 | 443 | 409 | 405 | 526 | 590 | 674 | 406 | 309 | 248 | 299 | 266 | 235 | 179 | 162 | 162 | 108 | 67 |
| Para los censos de 1962 a 1999 la población legal corresponde a la población sin duplicidades (Fuente: INSEE [Consultar]) |     |     |     |     |     |     |     |     |     |     |     |     |     |     |     |     |     |     |     |     |     |     |     |     |     |     |     |     |     |     |     |     |    |